# الیزابتا روکتی
الیزابتا روکتی (ایتالیایی: Elisabetta Rocchetti؛ زادهٔ ۲۵ ژانویهٔ ۱۹۷۵) بازیگر، کارگردان فیلم و فیلم‌نامه‌نویس اهل ایتالیا است.
از فیلم‌ها یا سریال‌های تلویزیونی که وی در آن نقش داشته‌است، می‌توان به ورق‌باز، طبقه ۱۷، درمان فوری، زیبایی زنان و لازاروی خوشحال اشاره کرد.